# Cash Warren
Pour les articles homonymes, voir Warren.
Cash Garner Warren, né le 10 janvier 1979 à Los Angeles, est un producteur et créateur d'entreprise américain. Il est le fils de l'acteur Michael Warren et le mari de l'actrice Jessica Alba. Ils ont eu deux filles, nommées Honor Marie Warren et Haven Garner Warren, nées respectivement le 7 juin 2008 et le 13 août 2011 à Los Angeles ainsi qu'un fils Hayes né le 31 décembre 2017.

## Biographie
Warren a commencé sa carrière comme assistant réalisateur puis producteur de films et d'émissions de télévision à Los Angeles en 2004. En 2007 Il a fondé IBeatYou.com en partenariat avec son ami Baron Davis, un site web de défis en tout genre.
Sa mère vit une grande partie de l'année à Aix-en-Provence dans le sud de la France.

## Carrière
- 2004 : New York Taxi (remake américain de Taxi) comme assistant réalisateur de Tim Story
- 2005 : Les 4 fantastiques comme assistant réalisateur de Tim Story
- 2006 : Rising Son: The Legend of Skateboarder Christian Hosoi
- The Baron Davis Project